# Illiniichthys
Illiinichthys è un genere estinto di pesci ossei appartenente agli attinotterigi del Carbonifero superiore (Pennsylvaniano), descritto a partire da fossili provenienti dalla celebre fauna di Mazon Creek (Illinois, USA). Il genere è rappresentato dalla sola specie conosciuta, †Illiniichthys cozarti.

## Descrizione
Illiniichthys cozarti si distingue per un muso prominente che si estende anteriormente oltre l'apertura orale, formato principalmente da un osso rostrale bulboso e gonfio, con contributi da parte del nasale e del premascellare. Questa configurazione rappresenta una condizione intermedia rispetto ai musi corti della gran parte degli altri attinotterigi arcaici e ai musi allungati osservabili in altri attinopterigi paleozoici come Tanyrhinichthys.
Le scaglie sono lisce, a differenza di molte specie contemporanee appartenenti al genere parafiletico “Elonichthys”, che mostrano ornamentazioni denticolate.

## Classificazione
Il genere è stato istituito da Schultze & Bardack nel 1987 nel corso di una revisione della fauna dei pesci palaeonisciformi di Mazon Creek. In questa analisi, sette specie appartenenti a questo gruppo sono state riconosciute, ma solo Illiniichthys cozarti e Nozamichthys contorta sono state assegnate a generi nuovi, sulla base di caratteristiche morfologiche distinte come la struttura delle scaglie e del cranio.
Illiniichthys è parte del vasto e diversificato gruppo noto come Palaeonisciformes. Le caratteristiche anatomiche condivise con altri attinotterigi permo-carboniferi rendono difficoltosa una collocazione filogenetica precisa, anche se il muso allungato potrebbe rappresentare un tratto evolutivo significativo.